# Präsident pro tempore des Senats der Vereinigten Staaten
Der Präsident pro tempore des Senats der Vereinigten Staaten (englisch President pro tempore of the United States Senate) ist das zweithöchste Mitglied des Senats der Vereinigten Staaten und der ranghöchste Senator. Der Vizepräsident der Vereinigten Staaten ist ex officio Vorsitzender des Senats und damit sein ranghöchstes Mitglied. In der Abwesenheit des Vizepräsidenten sitzt der Präsident pro tempore dem Senat vor. Der lateinische Begriff pro tempore bedeutet wörtlich „auf Zeit“, im weiteren Sinne „amtierend“.
Zum Präsidenten pro tempore wurde vom Senat traditionell der dienstälteste Senator der größten Fraktion gewählt. Diese Tradition wurde von 1949 bis 2021 beibehalten. Im allgemeinen Tagesgeschäft des Senats übt er den Vorsitz gewöhnlich nicht selbst aus, sondern delegiert diese Aufgabe an einen anderen Senator. Der Präsident pro tempore steht an dritter Stelle in der Nachfolge des Präsidenten der Vereinigten Staaten.
Seit dem 3. Januar 2025 bekleidet der Republikaner Chuck Grassley aus Iowa das Amt.

## Geschichte
Das Amt des Präsidenten pro tempore wurde 1789 durch die Verfassung der Vereinigten Staaten geschaffen. Ursprünglich wurde dieser „amtierende Stellvertreter“ vom Vizepräsidenten für wenige Tage oder Wochen ernannt, wenn dieser selbst nicht an den Sitzungen des Senats teilnehmen konnte. Bis in die 1960er Jahre war es üblich, dass der Vizepräsident bei den täglichen Sitzungen des Hauses selbst den Vorsitz wahrnahm, so dass der Präsident pro tempore nur selten in dieser Funktion auftrat.
Bis 1891 übte der Präsident pro tempore seinen Dienst im Senat nur aus, bis der Vizepräsident selbst den Vorsitz wieder einnahm. Bei einem erneuten Ausfall des Vizepräsidenten wurde ein neuer Präsident pro tempore bestimmt. Fiel der Vizepräsident dauerhaft weg, diente der Präsident pro tempore bis zum Ende der jeweiligen Legislaturperiode. Erst nach 1891 wurde das Amt über mehrere Legislaturperioden hinweg besetzt. Von nun an blieben die meisten Präsidenten pro tempore nach ihrer Wahl bis zum Wechsel der Mehrheitsverhältnisse oder bis zu ihrem Ausscheiden aus dem Senat im Amt.
Von 1792 bis 1886 war der Präsident pro tempore zweiter Ersatznachfolger des Präsidenten und stand damit in der Abfolge hinter dem Vizepräsidenten und vor dem Sprecher des Repräsentantenhauses.
Geschichtlich war das Amt besonders deswegen bedeutend, weil das Amt des Vizepräsidenten bis zur Verabschiedung des 25. Verfassungszusatzes im Jahre 1967 beim Ausscheiden eines Amtsinhabers oder bei dessen Aufrücken in das Präsidentenamt erst bei der nächsten Wahl wieder besetzt wurde. Dadurch war der Präsident pro tempore in einem solchen Fall bis 1886 automatisch der zweite Mann nach dem Präsidenten.
Als Andrew Johnson, der nach dem Tode Abraham Lincolns Präsident geworden war und keinen Vizepräsidenten hatte, 1868 wegen Amtsmissbrauchs angeklagt wurde, war Benjamin Wade als amtierender Präsident pro tempore nach damaligem Recht der Nächste in der Reihe der Anwärter, die beim Ausfall des Präsidenten in das Präsidentenamt aufrücken würden. Wade gehörte zu den schärfsten Gegnern Johnsons und war zudem Mitglied der Kommission gewesen, die die Durchführung des Amtsenthebungsentscheids empfohlen hatte. Zeitgenossen und Historikern zufolge spielten für die dann folgende Entscheidung des Senats, Johnson nicht des Amtes zu entheben, Wades radikale politischen Ansichten und sein offensichtliches Interesse am Ausgang der Abstimmung eine große Rolle: Die Senatoren wollten Wade nicht im Weißen Haus sehen.
1886 wurden dann sowohl der Präsident pro tempore des Senats als auch der Sprecher des Repräsentantenhauses aus der Liste der Ersatznachfolger des Präsidenten gestrichen, 1947 aber in umgekehrter Reihenfolge wieder eingesetzt. Seit 1947 ist der Präsident pro tempore damit nach dem Vizepräsidenten und dem Sprecher des Repräsentantenhauses der dritte Ersatznachfolger des amtierenden Präsidenten.
Zu einer Ausnahmesituation bei der Wahl des Präsidenten pro tempore kam es in den Jahren von 1911 bis 1913 aufgrund der schwierigen Mehrheitsverhältnisse: Nachdem der vormalige Amtsinhaber William P. Frye aus gesundheitlichen Gründen zurückgetreten war, einigten sich der progressive und der konservative Flügel der Republikaner sowie die Demokraten im Senat auf eine zeitweilige Kompromisslösung für die Neubesetzung, wonach sich die Kandidaten der Fraktionen in der Amtsausübung abwechseln sollten.

## Vergütung
Der Präsident pro tempore erhält seit den frühen 1980er Jahren eine Vergütung in derselben Höhe wie die Mehrheits- und Minderheitsführer im Senat. Gegenwärtig sind das 193.400 US-Dollar jährlich und damit fast 20.000 Dollar mehr als die Bezüge eines gewöhnlichen Senatsmitglieds in Höhe von 174.000 US-Dollar jährlich (seit 2009).